# にょたいかっ。
『にょたいかっ。』は、龍炎狼牙による日本の漫画作品である。

## 概要
2009年7月30日からケータイコミックマガジン『コミックファクトリー』（メディアファクトリー）に連載、第3期よりケータイコミックレーベル『コミックアライブPlus』に移籍し2010年8月31日より配信。単行本は「MFコミックスフラッパーシリーズ」のレーベルで同社より全5巻。

## ストーリー
モテない男、真中真（まなか まこと）は、恋人が出来ない鬱憤をネカマをすることで晴らしていた。いっそ女に生まれたかったと願ったために、通りすがりの女神様（歓喜天）によって女にされてしまう。
慣れない女体のためエッチなトラブルに巻き込まれながらも、恋と仕事に頑張っていく。

## 登場人物等

### 主要キャラクター
真中 真（まなか まこと）
物語の主人公。広告代理店「アレス広告」企画部2課所属、後に3課へ異動。中肉中背でこれといって特徴のない24歳。生まれて一度も恋人が出来たことがなく、その焦燥感を晴らすためにネカマとして似たような境遇の男性をからかって遊んでいた。
女性の良い面だけを見て「いっそ女に生まれたかった」と口走ったところ、その願いを神様に聞き届けられてしまい、女になってしまう。
女であることの良さと辛さを学びつつ、ついに両想いとなった千裕と完全に男に戻る方法を模索している。
クライアント（御柱グループ）の依頼でCMデビュー。その後1年限定で芸能界に籍を置くも性格的に合わず身を引いた。
歓喜天より授かった運勢を返すという形で男に戻ることができたが、千裕との結婚式当日、今までの言動・経験が不確定要素となって女に戻ってしまう。
岩波 千裕（いわなみ ちひろ）
アレス広告企画部2課所属。真中の上司でいわゆる「お局様」。年齢は不詳だが、ギリギリ三十路手前らしい。男性に対して意図的に距離を取る傾向があり、男性嫌いの噂があった。しかしそれは「男女関係なく評価してほしい」という気持ちの現れであり、ちゃんと自分を見てくれた真中に対して恋心を抱くようになる。
真中と接するうちに歓喜天の存在にも気付き、巻き添え的に男女入れ替わる体になってしまい、女になった真中とそれなりにうまくやっている。
歓喜天にいわく「男に向いている」性格。なりゆきから八神が調合したサプリ（実質的な毒）が結晶した石を取り込んでしまい、男になることが多くなる。それに合わせて石が成長し、頻繁に性的に昂るようになり、あげく城野を女性化させてセックスしようとし、真中に止められる。
歓喜天（かんきてん）
別名ガネーシャ。限りなく万能に近い女神様（女性なのは、本作中での設定）。神の権威を取り戻すために誰かの願いをかなえようと人間を物色していたところ、真中の声が聞こえたので女にした。その後も頻繁に真中の前に現れては手助けしたりからかったり弄んだりしている。しかし（最低限の支援で）関わった者たちが幸せになることを願っており、ナナシについても効率的な輝力稼ぎのために敢えて沖縄に放置した。
神ではあるが人間界にいると腹が空くため、ネットゲームの世界に閉じこもったり、他者に奢らせたりしている。IDは「ガネたん」。
お気に入りのネットゲームが運営終了することを受けて、ネットゲーム世界から身を引くことを決意。その後真中と岩波の結婚を見届けてから元の世界（天界）に帰還した。

### アレス広告社員
村木山（むらきやま）
企画部長、企画2課の総括にして真中らの上司。矮躯に肥えた身体をもつ、女好きの権化でセクハラ大魔王。真中にはしょっちゅう抱きついたり胸を揉んだりするが、何故か岩波には一切手を出さない。付き合った人間が呆れるほど酒に強い。
仕事では意外と頼りになる。ただしあくまで「意外と」のレベル。
香椎浜 隆志（かしいはま たかし）
真中の同僚で冴えないメガネ男。女になった真中にモーションをかけるも歯牙にはかけられず。真中と一度だけセックス直前までいったものの「一線を越えてはいけない理由」を感じ取り、そのまま終わらせてしまった。真中からエロ本を借りたままになっている。
西戸崎 茂（さいとざき しげる）
真中の同僚でアウトドア派。仲間内では一番影が薄い。女になった真中に告白するも、アウト・オブ・眼中状態が定着している。
久留米 登志彦（くるめ としひこ）
真中の同僚でホラー好き。影が薄いと言われているが、作中では同僚の中で一番インパクトがある。女になった真中にアプローチを仕掛けるものの、あっさりといなされ、かわされ、逸らされて終わっている。
紅林 薫子（くればやし かおるこ）
真中の同僚で準お局様。年齢は不明だが、「疲れが顔に出る年頃」らしい。男に媚び、性的にだらしない真中を嫌っていたが、真中の初潮の処置をしたことから仲良くなる。彼氏いない歴2年とちょっと。
時枝（ときえだ）
アレス広告社員で真中と知り合い。女の真中が男性用スーツを着ていることに違和感を覚えた。
新名（にいな）
アレス広告社員で紅林と仲がいい。真中のせいで岩波が辞めるかもしれないと語った。
時尭 彰（ときたか あきら）
アレス広告企画3課に所属する女性社員。仕事は出来るが、高圧的な仕切り型。仕事中は長身の体をパンツスーツで決めているが、アフター5ではゴスロリ系の衣装に身を包み、ナンパ待ち（場合によっては逆ナン）している。
母親の体が弱く、二人目の子は望めなかった事から祖父によって「彰」と名付けられ、名は体を表すの言葉の如く成長していく過程で「女扱いされない」と言う周囲と「自身の望む姿」のギャップに苦しんでいた。
真中との交流の中で少しずつ「女らしい自分」も出せるようになり、表情も柔和に、仕事中にスカートもはけるようになった。それでも「男心」は残った。
岩城田（いわしろた）
企画3課の総括で真中の新たな上司。痩身で髪の生え際が後退している神経質そうな印象を受ける中年男性。３課員とともに真中の異動を歓迎した。
真中には優しく接しているが、かつて「イワオニ」と呼ばれたほど恐ろしい人物。
三苫、椎花、雁之（みとま、しいか、がんの）
企画3課での真中の同僚。香椎浜、西戸崎、久留米とキャラがかぶっている。3名ともいま一つ手際が悪い。

### その他企業関係者
御柱 創（みはしら そう）
広告面でアレス広告と交流がある御柱グループの代表。長身痩せ型のイケメン実業家。公私を分けるタイプだったが広告でのミーティングにやってきた真中に一目惚れし、身体を交わしてしまう。その後独身主義を返上し、数度にわたって真中にプロポーズ。しかしストーカーまがいの行為を連発し、真中から思いっきり引かれてしまっている。
真中が男に戻った途端、真中（女）に関する記憶を失ってしまった。
御柱 ひなほ（みはしら ひなほ）
芸能事務所「アムプロダクション」社長、御柱創とは血縁。かなりのやり手ながら人をからかうのが大好きで、真中も何かと理由をつけてはいじめられた。
真中引退を最も惜しんだ人間の一人で、極秘のうちに海外デビューさせようと企んでいたが、真中が男に戻ったことから真中（女）に関するデータが完全に消えてしまい、大損害を被った。
蛍川 ケイ（ほたるがわ けい）
アムプロダクション所属の新人お笑い芸人。「パナマ銀河」という名前でコンビを組んでいたが相方がデビュー直前に離脱しピン（一人）での活動を強いられる。大学を休学して死に物狂いで活動するものの、ぽっと出でありながらスターダムの階段を駆け上がる真中に嫉妬し、ナナシや泥霧を呼び寄せてしまう。
ナナシと同化して女体化。売れる芸人になるために他者から輝力（運勢、魅力などの総称）をすすり取り、あげくに真中や岩波からもすすり取ろうとするが、同時に毒も吸い出してしまい失敗。正気に戻り、「オカマの演技も出来る芸人」として活動する。ただ、現在の活動が芸人より「女装俳優」に重点が置かれていることを危惧している。
ちなみに真と違って女体化した方が背が高いが、それはケイのコンプレックスが反映されていた物で、正気に戻って以後、再会したナナシと再び同化した際には身長は変わらなかった。また、同化中のナナシの「声」が背後から聞こえるのか、予想外の発言を聞くと首を180度近く捻る勢いで振り向いてしまう。
城野 充（じょうの みつる）
アムプロダクション所属のお笑い芸人。芸名はトルコライス城野。蛍川の先輩で相談役でもある。軽い性格で女性関係も派手。かつて自暴自棄になっていた真中をナンパしセックスに至ったこともある。その際に岩波への愚痴を聞き、仲直りのきっかけのひとつとなる。のちに女性と分かった岩波にもすりよるどころか社長のひなほとも必要以上に懇意にしている。4巻の終盤では岩波と友達付き合いをしている。
友達付き合いを超えて岩波に惚れ、性別に関係なく岩波と結ばれたいと願ったところ、岩波の中に宿っていた「石」によって女体化してしまう。そのまま岩波に「女としての初体験」をささげようとした瞬間、真中らに踏み込まれて未遂に。石の消滅と共に男に戻った。その「ありえない経験」も簡単に受け入れられるポジティブな性格の持ち主。
米津（よねづ）
アムプロダクション所属、蛍川ケイのマネージャー。心配性。
娑璃（さり）
アムプロダクション所属のグラビアアイドル。城野と交際していたが城野が素人女（岩波）に熱を上げていることを知り、鳩尾へのパンチとともに別れた。ケイが苦手とする人物。

### その他
八神 はるか（やがみ はるか）
大学病院に勤務する医師。岩波とは高校時代からの腐れ縁。横暴な父への嫌悪から男性に興味が持てず、性的対象も女性へシフトしてしまった。女性化した真中を診察するも原因がつかめず、対症療法を施すが逆にトラブルとなったこともある。
物語終盤はドイツへ留学しており、事態の結末を知らされなかった。
孤島 レイ（こじま れい）
真中と同じアパートの住人で、居酒屋の店長代理。かなりの酒豪。女性化した真中を男性として認識する数少ない人。町内会の巡回（治安維持）も行っており、痴漢その他の犯罪に金属バットで「鉄拳制裁」を振るう。初体験の相手が暴力的だったためにセックスに妙な癖がつき、どんな男性に抱かれても満足できなかった。偶然から出会った真中（男）に運命を感じて抱かれようとしたものの、すでに好きな人（岩波）がいたために気持ちを封印して「良き隣人」となる。
ナナシ（ななし）
ケイにとりついた「元」神様（ただし、その力は歓喜天とは比較にならないほど弱い）で、一見は女性だが男性。その正体は人間の欲望や強い感情が実体化した存在。一時は神として崇められ祠もあったが、人の信心と祠を失って無力となる。その時名前を失った。
もといた場所（ダムに沈んだとされる）に行くことによって失った名を取り戻せると考えており、もといた場所を探すための輝力をすするためにケイを依り代とした。
しかしケイの「売れる芸人になりたい」という欲望が強くなりすぎ、泥霧に飲み込まれかけるが真中に助けられ改心、ケイと別れもといた場所を探す放浪の旅に出る。
歓喜天に沖縄に放置され、輝力を溜める。その後ケイと再開、本土に戻る。歓喜天が天界に戻るときに同行を求められるが、真中やケイを見守るために現世に残った。
もといた場所は最後まで見つからなかったが、歓喜天は素性を知っていた（名は『七視杜主[ナナツミノモリヌシ]』、真の姿は眼を一つ失った蜘蛛）。
泥霧（でいむ）
人間の負の感情が実体化したもので、妖怪・魑魅魍魎とも称される。ケイの「売れたい」という欲望と輝力に反応して集まり、ケイと真中と岩波をまとめて取り込もうとしたが真中の並外れた輝力（歓喜天の神力）の前に消滅した（ただし、結晶化した「石」の中に痕跡は残った）。
元々人間の中に存在する「願い」と「欲望」と言う背中合わせの力の源であり、泥霧と言うのも欲望によって暴走した際の俗称。
大牟田 美菜歌（おおむた みなか）
真中の従妹で大学生。小さい頃に身を挺して守ってくれた真中に恋するも、記憶と違い女としてテレビに出ている真中に驚愕し会いに来る。当初は記憶違いではないかと考えるが、昔の傷を見て間違いではないと確信。性転換手術を受けたと勘違いしつつも真中への恋心を抑えられず、体を交わして一応の区切りをつけた。
キリヤ（きりや）
ネカマの真中とメール交換していた男。福井出身でチャラ男風。しかし真剣に恋人探しをしていたようで、女の真中を見たときに親に会わせられると喜んだ。散々奢らされた後にがっつこうとしたため真中から急所蹴りをくらい逃亡される。その後、痴漢されている真中を助けたことを運命と勘違いして想いを遂げようとするが、痴漢と勘違いしたレイに金属バットで制裁されて退場。
黄桜（きざくら）
真中がCMデビューする際に関係した撮影スタジオのスタッフ。女癖が悪く、芸能界へのコネをエサに真中とセックスしようとしたが逆襲され、岩波からも実質契約打ち切りを宣告される。その後テレビ局である程度真面目に働くも、女性状態のケイに手を出して輝力をすすり取られて干からびた状態で発見された。
高梨（たかなし）
真中がCMデビューする際に関係した撮影スタジオのスタッフ。気が弱く、実質的に黄桜のいいなり。のちにテレビ局で真面目に働いていたところ、女性状態のケイの遭遇。輝力をすすり取られそうになるが回避した。
タカラヒデユキ（たからひでゆき）
複数の冠番組を持つ売れっ子タレント。番組「タカラの山」内でケイの「顔の良さ」をほめた。
ベーカリー 忠士（べーかりー ただし）
ケイから見て先輩格にあたるピン芸人。タカラヒデユキの番組に出演するも、いま一つ目立てなかった。その上でタカラに褒められたケイに嫉妬して「売れたら奢らせに行く」と絡んでいた（後輩としてはテレビに映るチャンスでもある）。頭に食パンを乗せた体格の良い男。
石嶺 拓彌（いしみね たくみ）
イケメン俳優。コンビ解消する前の「パナマ銀河」を知っていたが、ケイを軽んじていたのでケイから恨みを買う。その後女性化したケイに輝力をすすり取られ衰弱してしまう。
のちに回復、俳優業を再開。ケイと共演したドラマがシリーズ化している。
輝力をすすられる前後のことをおぼろげながら覚えており、そのためにケイとの関係に運命的なものを感じている。女装するケイとの共演も多いことからカップル疑惑も浮上しているが、本人は否定どころか笑ってすまし、公認の仲になってもかまわないと冗談を飛ばしていた。
熊田 久万雄（くまだ くまお）
もと芸人。ケイと「パナマ銀河」を結成していたが、実家（畳屋）を継ぐはずだった弟が負傷したため、ケイに無断でコンビを解消し実家に戻る。こっそり会いに来た女性状態のケイに一目ぼれしており、また合えたら告白したいとケイに語った。
咲樹（さき）
ケイと熊田の共通の友人。ケイよりはるかに背が高い。実はケイのことが好きだったのだが、身長差と性格が災いして言い出せなかった。泥霧の一件が決着したのち、落ち込むケイを慰めているうちになし崩し的に肉体関係を持ち、交際を始めた。ケイに女装させて責めるようにセックスすることが多い。実は微妙に腐女子属性をもつ。
交際を続けるうちにＳっ気も出てきており、ケイからは引かれ始めている。
ギルメンのメンバー（ぎるめんのめんばー）
歓喜天が閉じこもっていたネットゲームでの仲間たち。人間のパラディン（♂）、ノームのヒーラー(♀）、エルフのシーフ（♂）の３名。リアル（操作していた人）は、パラディンが女性、ヒーラーが男性、シーフは肥満体だった。オフと称して食事会を催したこともある（歓喜天は当然奢らせた）。
後に人間とノームができちゃった結婚（煮え切らないノームに腹を立てた人間が無理やり妊娠した）、エルフは仕事量増加を理由に引退した。

## 単行本
1. ISBN 978-4-8401-2939-8	2009.11.21
2. ISBN 978-4-8401-3350-0	2010.07.23
3. ISBN 978-4-8401-3796-6	2011.04.23
4. ISBN 978-4-8401-4420-9	2012.02.23
5. ISBN 978-4-8401-5016-3	2013.02.23